# Gluta glabra
Gluta glabra là một loài thực vật có hoa trong họ Đào lộn hột. Loài này được (Wall.) Ding Hou mô tả khoa học đầu tiên năm 1978.